# 教育企画
株式会社教育企画（きょういくきかく）は、かつて進学塾の名進研を運営していた会社。2016年（平成28年）、名進研ホールディングス株式会社へ経営権を譲渡。

## 概要
愛知県と岐阜県に有名中学・高校受験専門予備校「名進研」を展開。グループの学校法人名進研学園は、1999年（平成11年）に「キッズランド幼稚園」を開園（2012年（平成24年）閉園）。名進研学園は2012年（平成24年）、愛知県で3校目となる私立小学校「名進研小学校」を名古屋市守山区緑ケ丘に開校。

## 沿革
- 1984年（昭和59年）- 名古屋進学研究会（名進研）として発足。
- 1985年（昭和60年）- 「株式会社教育企画」を設立。
- 1999年（平成11年）- 学校法人名進研学園「キッズランド幼稚園」開園。
- 2000年（平成12年）- 桑名校が三重進学研究会（三進研）として分離独立。
- 2011年（平成13年）- さなると業務・資本提携（のちに提携解消）。名進研の株は医療法人　としわ会が取得とみられる（名進研小学校　元理事長の清水利康氏は、医療法人としわ会の元理事長）。
- 2012年（平成24年）- 学校法人名進研学園「名進研小学校」開校。
- 2014年（平成26年）- 朝日新聞の報道を受けて代表（社長）が辞任。
- 2016年（平成28年）- 名進研ホールディングス株式会社へ進学塾名進研の経営権を譲渡。

## 不祥事

### 当時の創業者代表と指定暴力団系の風俗店経営者との関係
2014年（平成26年）3月の朝日新聞の記事によると、元代表は2004年（平成16年）～2005年（平成17年）、愛知県警が指定暴力団山口組弘道会の資金源と認定した風俗店グループ経営者に計6億円を融資。1999年（平成11年）には互いの会社の取締役になる関係にあった。元代表は、「風俗店経営は信用がなく、まともな仕事がしたいというので手助けしようと思った。小学校設立に出資を約束してくれたため頼みごとを聞いたが、暴力団と関係のある人物とは知らなかった」とコメントしている。また元代表は、この風俗店幹部に税務職員の個人情報の入手を依頼した。これを受け、元代表はグループすべての役職から退いた。

### 公文書破棄、所得税法違反
2010年（平成22年）3月の読売新聞の記事によると、元代表は不動産取引で得た所得を申告せず、2005年（平成17年）分までの2年間で所得税約3000万円を脱税したとして、所得税法違反容疑で在宅起訴された。元代表は、名古屋国税局が2007年に強制調査（査察）した際に提示した「差押顛末書」2通を破ったとして公用文書毀棄（きき）罪で在宅起訴され、岐阜地方裁判所から懲役1年、執行猶予2年（求刑・懲役1年）の有罪判決を受けている。